# WRESTLE PETER PAN 2020【DAY2】
『WRESTLE PETER PAN 2020【DAY22】』（レッスルピーターパン2020【DAY2】）は、日本のプロレス団体DDTプロレスリングによってDDT TV SHOWスタジオで行われた興行。

## 概要
- DDTオフィシャルサイトのWRESTLE UNIVERSEおよびテレビ＆ビデオエンターテインメント「ABEMA」で配信された興行。

## 試合
| オープニングマッチ スーパー・ササダンゴ・マシン・リモートプロデュースマッチ～チョップアップチャレンジ            |                                                       |                                       |
| ■大鷲透 | 72分45秒 1000発達成                                   | アントーニオ本多■                     |
| ※試合中に繰り出されたチョップ1発につき100円をササダンゴが医療従事者に寄付するルールのため、合計100,000円を寄付。 |                                                       |                                       |
| 第二試合 東京女子プロレス提供6人タッグマッチ 30分一本勝負                                                        |                                                       |                                       |
| ◯坂崎ユカ 山下実優 中島翔子                                                                                      | 15分31秒 マジカル魔法少女スプラッシュ→片エビ固め      | 辰巳リカ 天満のどか 愛野ユキ●         |
| 第三試合 DDT EXTREME級選手権試合～祝！外出制限解除ルール 60分一本勝負                                            |                                                       |                                       |
| ◯青木真也 （第48代王者）                                                                                         | 10分49秒 ヨーロピアンクラッチ                         | 納谷幸男● （挑戦者）                  |
| 第48代王者が3度目の防衛に成功                                                                                    |                                                       |                                       |
| 第四試合 30分一本勝負                                                                                            |                                                       |                                       |
| ◯坂口征夫 赤井沙希                                                                                               | 12分1秒 PK→エビ固め                                   | クリス・ブルックス 伊藤麻希●          |
| 第五試合 アイアンマンヘビーメタル級選手権試合 30分一本勝負                                                       |                                                       |                                       |
| ●男色ディーノ （王者）                                                                                           | 試合不成立                                            | 大石真翔● （挑戦者）                  |
| 第1479代王者が防衛に成功                                                                                         |                                                       |                                       |
| 第六試合 30分一本勝負                                                                                            |                                                       |                                       |
| ◯HARASHIMA 丸藤正道                                                                                              | 17分24秒 蒼魔刀→体固め                                | MAO 朱崇花●                           |
| セミファイナル KO-Dタッグ選手権試合 60分一本勝負                                                                 |                                                       |                                       |
| ◯上野勇希 吉村直巳 （第67代王者組）                                                                              | 22分13秒 WR→片エビ固め                                | T-Hawk エル・リンダマン● （挑戦者組） |
| 第67代王者が4度目の防衛に成功                                                                                    |                                                       |                                       |
| メインイベント KO-D無差別級選手権試合 60分一本勝負                                                               |                                                       |                                       |
| ●田中将斗 （第74代王者）                                                                                         | 26分19秒 シューティングスター・プレス2連発→片エビ固め | 遠藤哲哉◯ （挑戦者）                  |
| 田中が5度目の防衛に失敗、遠藤が第75代王者となる                                                                  |                                                       |                                       |